# 피치 보이 리버사이드
《피치 보이 리버사이드》(일본어: ピーチボーイリバーサイド, 영어: Peach Boy Riverside)는 쿨교신자의 작품을 토대로 요한이 그린 일본의 만화이다. 니두샤의 웹 코믹 사이트 『주간 영 VIP』에서 발간하고 있다. 단행본은 재제작판만이 고단샤에서 전 16권으로 나왔다. TV애니메이션은 아사히 프로덕션에서 제작해 도쿄 MX에서 2021년 7월 1일부터 9월 16일까지 방영했다.

## 줄거리
바깥 세상을 동경하는 공주 사르토리느는 나그네 미코토를 만나 바깥세상으로 데리고 나가기를 원한다. 그럴 때, 강대한 힘을 가진 "오니"라고 불리는 자들이 성에 쳐들어와, 평화롭던 나라가 일변해 버린다…! 아직 자신의 운명을 모르는 공주와 "모모"의 충동을 따르는 소년. 둘이 만날 때, 웅대한 모험의 문이 열린다!!

## 방영 목록
소제목이 모두 'A와 B'(A, B 모두 임의의 낱말)의 형태로 되어 있다.
| 회차          | 회차(시간순)    | 제목              | 방송 일자       | 방송 일자(시간순) | 원작 화수 |
| ------------- | --------------- | ----------------- | --------------- | ----------------- | --------- |
| 1화           | 2화             | 전 공주와 묘인    | 2021년 7월 1일  | 2021년 7월 8일    | 1권 2화   |
| 2화           | 3화             | 오니와 인간       | 2021년 7월 8일  | 2021년 7월 15일   | 2권 5화   |
| 3화           | 9화             | 샐리와 기로       | 2021년 7월 15일 | 2021년 8월 26일   | 5권 19화  |
| 4화           | 1화             | 공주와 복숭아     | 2021년 7월 22일 | 2021년 7월 1일    | 1권 1화   |
| 5화           | 7화             | 프라우와 흡혈귀   | 2021년 7월 29일 | 2021년 8월 12일   |           |
| 6화           | 8화             | 캐럿과 밀리아     | 2021년 8월 5일  | 2021년 8월 19일   |           |
| 7화           | 4화             | 종족과 거처       | 2021년 8월 12일 | 2021년 7월 22일   | 2권 6화   |
| 8화           | 10화            | 동료와 동료       | 2021년 8월 19일 | 2021년 9월 2일    | 6권 22화  |
| 9화           | 마지막 화(12화) | 미코토와 미코토   | 2021년 8월 26일 | 2021년 9월 16일   | 9권 36화  |
| 10화          | 11화            | 전화(戰禍)와 원한 | 2021년 9월 2일  | 2021년 9월 9일    | 6권 23화  |
| 11화          | 5화             | 이상과 현실       | 2021년 9월 9일  | 2021년 7월 29일   | 3권 10화  |
| 마지막 화(12) | 6화             | 결의와 이별       | 2021년 9월 16일 | 2021년 8월 5일    | 4권 12화  |